# Ernests Šmits
Ernests Šmits (ur. 8 lutego 1898 r. w Gaujienas na Łotwie w granicach Rosji, zm. 22 lipca 1965 r. w Auce w ZSRR) – łotewski wojskowy (kapitan), dowódca 3 batalionu 34 Pułku Grenadierów SS, a następnie 2 batalionu 32 Pułku Grenadierów SS 15 Dywizji Grenadierów SS pod koniec II wojny światowej.
Od 4 stycznia 1917 r. służył w armii rosyjskiej w Fińskim Pułku Straży Przybocznej. 26 maja 1919 r. wstąpił do nowo formowanej armii łotewskiej w stopniu porucznika. Służył w 3 Pułku Piechoty w Jelgava. W listopadzie 1935 r. awansował do stopnia kapitana. Po zajęciu obszaru Łotwy przez wojska niemieckie w 1941 r., podjął współpracę z okupantami. Od czerwca 1942 r. dowodził 28 Batalionem Schuma, złożonym z Łotyszy. W lipcu 1943 r. wszedł wraz z nim w skład 34 Pułku Grenadierów SS 15 Dywizji Grenadierów SS, zostając dowódcą jego 3 batalionu w stopniu Waffen-Sturmbannführera der SS. Od listopada 1944 r. do marca 1945 r. był dowódcą 2 batalionu 32 Pułku Grenadierów SS. 4 marca 1945 r. został odznaczony Żelaznym Krzyżem 2 klasy. Dostał się do niewoli sowieckiej i został zesłany do gułagu, gdzie stracił zdrowie. Powrócił na Łotwę, gdzie zmarł 22 lipca 1965 r.
Był odznaczony też łotewskim Orderem Trzech Gwiazd i Lacplesa Ordenis.